# Pontinsko otočje
Pontinsko otočje (v italijanskem izvirniku Isole Ponziane [ìzole poncjàne] ali Isole Pontine [ìzole pontìne]), je skupina šestih otokov v Tirenskem morju, med katerimi je daleč največji otok Ponza, ki ležijo zahodno od mesta Gaeta. Upravno spada pod italijansko deželo Lacij (pokrajina Latina).
Legenda pravi, da izhaja ime otočja iz posvetila Ponciju Pilatu, a dejansko je zgodovinar Strabon uporabljal to ime še preden se je Poncij Pilat zapisal v zgodovino. Izvor imena je treba verjetno iskati v grški besedi pènte (= pet, za petero otokov), nato v izpeljanki pèmpten (= po petem), ki so jo Rimljani uporabili v poimenovanju obalnega močvirja, paludes pomptinae, torej močvirje po petem otoku. S časom je pridevnik pontinski prešel v rabo za vso pokrajino in za otočje samo. Pozneje je otočje prevzelo ime po glavnem otoku, Ponza [pònca] (že pod Rimljani Pontia [pòncja]), ki naj bi ne slonelo na grški etimologiji. Zato se danes v italijanščini uporabljata obe imeni, Pontinsko in Poncjansko otočje. Nekateri tuji jeziki so sprejeli eno, nekateri drugo različico.